# Mycomya scopula
Mycomya scopula är en tvåvingeart som beskrevs av Fisher 1937. Mycomya scopula ingår i släktet Mycomya och familjen svampmyggor. Inga underarter finns listade i Catalogue of Life.